# Jean-Louis Calméjane
 (mai 2018).
Jean-Louis Calméjane est un journaliste français né le 27 juin 1950.

## Biographie
Diplômé de l'IHEDREA (Institut des Hautes Études de Droit Rural et d'Économie Agricole).
Il est rentré à l'ORTF en 1971, il collabore au journal télévisé de l'ORTF puis d'Antenne 2 jusqu'en 1984 en tant que responsable des questions agricoles et européennes.
En 1984, la présidence d'Antenne 2 (Pierre Desgraupes et Joseph Pasteur) lui propose de rentrer au service des sports d'Antenne 2 (Stade 2). Il y commentera notamment le rugby et le golf.
Il a quitté France Télévisions en janvier 2011.
Il est actuellement producteur avec Laurent Bellet de La Magie de..., une émission évènementielle de sport diffusée sur TV5 Monde.

### Rugby
Il commente les matches de rugby du tournoi des 5 nations, puis des 6 nations opposant les nations britanniques avec trois consultants successifs (Gérald Martinez, Jean Gachassin et Denis Charvet).
Toujours avec Denis Charvet, il participe au commentaire de Jonah Lomu Rugby, le premier jeu de rugby à XV disponible sur la PlayStation.

### Golf
Il commente également du golf pour France 3, dont trois British Open (1985 à 1987) et proposera une série d'émissions Découverte du golf en compagnie de son consultant Patrick Cros les dimanches matins.